# Premiership 2011-2012 (Irlanda del Nord)
La Premiership 2011-2012 (chiamata anche Carling Premiership per motivi di sponsorizzazione) è stata la quarta edizione della massima serie del campionato nordirlandese di calcio dopo la sua riforma. La stagione è iniziata il 6 agosto 2011 ed è terminata il 28 aprile 2012. Il Linfield ha vinto il titolo per la 51ª volta, la terza consecutiva.

## Novità
Il Newry City è retrocesso in IFA Championship 1 dopo essersi piazzato all'ultimo posto nella stagione 2010-2011. Al suo posto sono stati promossi i Carrick Rangers, vincitori dell'IFA Championship 1.

## Regolamento
Le 12 squadre partecipanti si sono affrontate in un triplo girone di andata-ritorno-andata, per un totale di 33 giornate. Al termine, le squadre sono state divise in due gruppi di 6, in base alla classifica; ogni squadra ha affrontato poi per la quarta volta le altre formazioni del proprio gruppo.

La squadra campione d'Irlanda del Nord è ammessa al primo turno di qualificazione della UEFA Champions League 2012-2013.

La seconda e la terza classificata sono ammesse al primo turno di qualificazione della UEFA Europa League 2012-2013.

L'11ª classificata ha affrontato in uno spareggio promozione-retrocessione la seconda classificata dell'IFA Championship 1.

L'ultima classificata è retrocessa direttamente in IFA Championship 1.

## Squadre partecipanti
| Club               | Città         | Stadio                | Posizione 2010-2011         |
| ------------------ | ------------- | --------------------- | --------------------------- |
| Ballymena Utd      | Ballymena     | Ballymena Showgrounds | 9º posto                    |
| Carrick Rangers    | Carrickfergus | Taylor's Avenue       | 1° in IFA Championship 1    |
| Cliftonville       | Belfast       | Solitude              | 4º posto                    |
| Coleraine          | Coleraine     | Coleraine Showgrounds | 7º posto                    |
| Crusaders          | Belfast       | Seaview               | 2º posto                    |
| Donegal Celtic     | Belfast       | Donegal Celtic Park   | 11º posto                   |
| Dungannon Swifts   | Dungannon     | Stangmore Park        | 8º posto                    |
| Glenavon           | Lurgan        | Mourneview Park       | 10º posto                   |
| Glentoran          | Belfast       | The Oval              | 3º posto                    |
| Linfield           | Belfast       | Windsor Park          | Campione d'Irlanda del Nord |
| Lisburn Distillery | Lisburn       | New Grosvenor Stadium | 6º posto                    |
| Portadown          | Portadown     | Shamrock Park         | 5º posto                    |

## Classifica finale
|  | Pos. | Squadra            | Pt | G  | V  | N  | P  | GF | GS | DR  |
|  | ---- | ------------------ | -- | -- | -- | -- | -- | -- | -- | --- |
|  | 1.   | Linfield           | 85 | 38 | 27 | 4  | 7  | 79 | 29 | +50 |
|  | 2.   | Portadown          | 71 | 38 | 22 | 5  | 11 | 72 | 47 | +25 |
|  | 3.   | Cliftonville       | 69 | 38 | 21 | 6  | 11 | 76 | 56 | +20 |
|  | 4.   | Coleraine          | 66 | 38 | 18 | 12 | 8  | 61 | 38 | +23 |
|  | 5.   | Crusaders          | 64 | 38 | 18 | 10 | 10 | 63 | 47 | +16 |
|  | 6.   | Glentoran          | 57 | 38 | 16 | 9  | 13 | 67 | 52 | +15 |
|  |      |                    |    |    |    |    |    |    |    |     |
|  | 7.   | Ballymena Utd      | 50 | 38 | 14 | 8  | 16 | 66 | 71 | -5  |
|  | 8.   | Donegal Celtic     | 41 | 38 | 12 | 5  | 21 | 44 | 80 | -36 |
|  | 9.   | Dungannon Swifts   | 35 | 38 | 8  | 11 | 19 | 42 | 71 | -29 |
|  | 10.  | Glenavon           | 34 | 38 | 8  | 10 | 20 | 60 | 71 | -11 |
|  | 11.  | Lisburn Distillery | 32 | 38 | 8  | 8  | 22 | 56 | 84 | -28 |
|  | 12.  | Carrick Rangers    | 31 | 38 | 7  | 10 | 21 | 50 | 91 | -41 |

Legenda:

      Campione d'Irlanda del Nord e ammessa in UEFA Champions League 2012-2013

      Ammesse in UEFA Europa League 2012-2013

      Allo spareggio promozione-retrocessione

      Retrocessa in IFA Championship 2012-2013

## Risultati
|                    | Bal     | Car     | Cli     | Col     | Cru     | Don     | Dun     | Gla     | Glt     | Lin     | Lis     | Por     |
| ------------------ | ------- | ------- | ------- | ------- | ------- | ------- | ------- | ------- | ------- | ------- | ------- | ------- |
| Ballymena Utd      | ––––    | 0-2 3-0 | 3-7 0-1 | 1-5     | 0-3     | 2-0 2-2 | 1-1     | 3-3 2-2 | 0-3     | 1-2     | 1-0 2-2 | 2-4 1-2 |
| Carrick Rangers    | 0-2 1-3 | ––––    | 3-3     | 0-2 0-4 | 1-2     | 1-2 2-3 | 1-1 0-0 | 2-2 4-4 | 3-3 2-2 | 0-4     | 0-0 2-1 | 2-2 3-1 |
| Cliftonville       | 3-4     | 1-0 2-1 | ––––    | 1-2 1-1 | 2-1 1-1 | 2-3     | 4-1 2-1 | 5-3 4-3 | 2-1 3-0 | 4-2 1-3 | 3-1     | 0-2 2-3 |
| Coleraine          | 1-0 2-0 | 4-0     | 1-1 1-0 | ––––    | 0-0 1-0 | 2-0 0-1 | 3-2     | 1-1 3-1 | 1-1     | 1-3 1-0 | 2-3     | 4-3 4-1 |
| Crusaders          | 3-2 2-2 | 5-1 3-1 | 2-2 3-2 | 1-1 2-1 | ––––    | 1-2     | 2-0     | 2-0 1-0 | 1-2 2-0 | 0-1 1-1 | 1-1 2-2 | 0-3 0-1 |
| Donegal Celtic     | 2-3 0-3 | 1-2 3-5 | 1-3 0-2 | 0-1     | 0-2 1-1 | ––––    | 0-2 3-1 | 2-1 1-1 | 0-4 0-1 | 1-5     | 2-2 2-1 | 1-0     |
| Dungannon Swifts   | 1-1 2-4 | 3-1 0-0 | 1-4     | 0-0 1-2 | 0-2 1-2 | 2-2 2-1 | ––––    | 1-1 1-5 | 0-5 2-1 | 1-4     | 0-2 3-2 | 0-3 2-0 |
| Glenavon           | 3-0 0-2 | 1-2 3-2 | 1-2     | 1-0     | 3-2     | 0-1 4-0 | 1-1 2-2 | ––––    | 1-3 1-0 | 1-2     | 5-2 2-3 | 0-2     |
| Glentoran          | 2-4 1-2 | 6-1     | 0-1 1-0 | 1-1 3-3 | 2-2 0-4 | 1-2     | 2-1     | 2-0     | ––––    | 2-0 1-0 | 3-3 1-3 | 0-2 2-2 |
| Linfield           | 1-0     | 3-0 4-1 | 4-1 2-1 | 1-0 0-0 | 2-0 5-0 | 5-0 4-0 | 1-0 3-0 | 1-0 2-0 | 0-1 0-2 | ––––    | 1-1     | 2-0 2-1 |
| Lisburn Distillery | 1-4 2-3 | 2-3 3-1 | 1-2 1-3 | 1-3 3-1 | 1-2     | 0-2 3-0 | 1-2 0-2 | 2-1 3-3 | 0-5     | 2-3 0-3 | ––––    | 0-2     |
| Portadown          | 2-1     | 3-0     | 1-2 3-3 | 1-1 2-0 | 1-3 1-2 | 5-2 2-1 | 2-1     | 1-0 1-1 | 2-1 0-1 | 2-0     | 5-1     | ––––    |

## Spareggi promozione-retrocessione
|                    | Risultati |                    | Luogo e data                |  |
| ------------------ | --------- | ------------------ | --------------------------- |  |
| Lisburn Distillery | 0 – 0     | Newry City         | Ballyskeagh, 1º maggio 2012 |  |
| Newry City         | 2 – 3     | Lisburn Distillery | Newry, 4 maggio 2012        |  |

Il  Lisburn Distillery mantiene il posto in IFA Premiership.

## Classifica marcatori
| Gol |  |  | Giocatore       | Squadra            |
| --- |  |  | --------------- | ------------------ |
| 27  |  |  | Gary McCutcheon | Ballymena Utd      |
| 24  |  |  | Matthew Tipton  | Portadown          |
| 22  |  |  | Gary Liggett    | Lisburn Distillery |
| 20  |  |  | Curtis Allen    | Coleraine          |
| 17  |  |  | Kevin Braniff   | Portadown          |
| 16  |  |  | Chris Scannell  | Cliftonville       |
| 13  |  |  | Rory Donnelly   | Cliftonville       |
| 12  |  |  | David Rainey    | Glentoran          |
| 12  |  |  | Darren Murray   | Donegal Celtic     |
| 11  |  |  | Mark McAllister | Linfield           |

## Verdetti
- Campione dell'Irlanda del Nord:  Linfield
- In UEFA Champions League 2012-2013:  Linfield (al primo turno di qualificazione)
- In UEFA Europa League 2012-2013:  Portadown,  Cliftonville e  Crusaders (al primo turno di qualificazione)
- Retrocessa in IFA Championship 1:  Carrick Rangers